# Miguel Cantacuzeno (1510)
Miguel Cantacuzeno (m. 1578) é o arconte de Constantinopla. Primo de Ivã IV da Rússia. 
Exatamente 300 anos após sua suspensão, a Bulgária foi libertada.